# Bloomfield Ridge
 Coordenadas : formato inválido

Bloomfield Ridge é um povoado localizado na província canadense de New Brunswick.